# Ораньемунд (аэропорт)
Аэропорт Ораньемунд (ИАТА: OMD, ИКАО: FYOG) - это аэропорт, обслуживающий Ораньемунд, город в области Карас в Намибии. Город и аэропорт расположены недалеко от северного берега реки Оранжевая, которая является границей между Намибией и Южно-Африканской Республикой. 
Аэропорт находится в 4,7 морских милях (8,7 км) к западу от VOR/DME (Идентификатор: ABV) Александер-Бей, который расположен в аэропорту Александер-Бей через реку в Южно-Африканской Республике.

## Внешние ссылки
- OurAirports — Oranjemund Архивная копия от 15 августа 2016 на Wayback Machine
- OpenStreetMap — Orangemund Архивная копия от 21 марта 2021 на Wayback Machine
- Текущая погода для FYOG на NOAA/NWS